# Gemelli Diversi
Gemelli DiVersi ist eine italienische Pop-Rap-Gruppe, die 1998 gegründet wurde. Sie besteht heute aus dem Sänger Francesco Strangers (Strano) und dem Rapper Emanuele Busnaghi (Thema). Der Name bedeutet „Verschiedene Zwillinge“, wobei DiVersi auch als di versi, also „von Versen“, gelesen werden kann.

## Bandgeschichte
Die Gruppe entstand als Fusion der beiden Duos La Cricca (Thema und THG) und Rima nel Cuore (Strano und Grido). Mit der Single Un attimo ancora (einem Cover des Pooh-Songs Dammi solo un minuto) aus dem Album Gemelli DiVersi starteten die vier 1999 ihre Karriere. Sie erreichten schnell Aufmerksamkeit und waren beim Premio Italiano della Musica als Newcomer des Jahres nominiert. Es folgten die Singles Ciò che poteva essere und Sarà il cemento aus demselben Album. Gemeinsam mit Articolo 31 (deren Mitglied J-Ax ist der Bruder von Grido) unternahmen sie ihre erste Tournee. 
2000 traten Gemelli DiVersi in einem Coca-Cola-Werbespot auf und lancierten im Sommer ihre Single Musica, die das zweite Album 4×4 ankündigte. Das Album enthielt auch das Lied Stella gemella in Zusammenarbeit mit dem Interpreten des Originals, Eros Ramazzotti. Mit E mo’ lo sai erschien zusätzlich ein Buch von mit Fotos und Kommentaren der Bandmitglieder. 2001 wurde nach der Tournee zusammen mit Ramazzotti das Livealbum Come piace a me nachgereicht.
Das dritte Album Fuego verhalf der Gruppe 2002 zu großer Popularität. Als Singles erschienen Tu no und Mary. Bei den MTV Europe Music Awards 2003 wurden sie als Best Italian Act ausgezeichnet. Mit Reality Show konnten sie 2004 sogleich an den Erfolg anknüpfen. 2005 traten sie beim Live-8-Konzert in Rom auf. Nachdem sie kurz als Moderatoren der MTV-Show Pimp My Wheels in Erscheinung getreten und bei den italienischen Nickelodeon Kids’ Choice Awards als beste Band ausgezeichnet worden waren, folgte 2007 das Album Boom!. Ohne großen Erfolg nahmen sie mit Vivi per miracolo am Sanremo-Festival 2009 teil, im Anschluss veröffentlichten sie das Best of Senza fine 98-09.
Das sechste Studioalbum Tutto da capo brachte den Gemelli DiVersi 2012 ihre erste Nummer-eins-Platzierung ein. 2014 verließen sowohl Grido als auch THG die Gruppe, woraufhin Thema und Strano sie als Duo weiterführten. Das neue Album Uppercut erschien 2016.

## Diskografie

### Alben
| Jahr | Titel                                | Höchstplatzierung, Gesamtwochen, AuszeichnungChartplatzierungen (Jahr, Titel, Platzierungen, Wochen, Auszeichnungen, Anmerkungen) | Höchstplatzierung, Gesamtwochen, AuszeichnungChartplatzierungen (Jahr, Titel, Platzierungen, Wochen, Auszeichnungen, Anmerkungen) | Anmerkungen                                                           |
| Jahr | Titel                                | IT | CH | Anmerkungen                                                           |
| ---- | ------------------------------------ | --- | --- | --------------------------------------------------------------------- |
| 1998 | Gemelli DiVersi                      | IT11 (12 Wo.)IT | — | Erstveröffentlichung: 28. August 1998                                 |
| 2000 | 4×4                                  | IT19 (16 Wo.)IT | CH99 (1 Wo.)CH | Erstveröffentlichung: 26. Oktober 2000                                |
| 2001 | Come piace a me                      | IT45 (5 Wo.)IT | — | Erstveröffentlichung: 15. Juni 2001 Livealbum                         |
| 2002 | Fuego                                | IT7 (69 Wo.)IT | CH67 (8 Wo.)CH | Erstveröffentlichung: 26. September 2001                              |
| 2004 | Reality Show                         | IT7 (58 Wo.)IT | CH63 (3 Wo.)CH | Erstveröffentlichung: 22. Oktober 2004                                |
| 2007 | Boom!                                | IT6 (14 Wo.)IT | CH50 (2 Wo.)CH | Erstveröffentlichung: 8. Juni 2007                                    |
| 2009 | Senza fine 98-09 – The Greatest Hits | IT8 Gold · (16 Wo.)IT | CH59 (1 Wo.)CH | Erstveröffentlichung: 18. Februar 2009 Kompilation Verkäufe: + 25.000 |
| 2012 | Tutto da capo                        | IT1 (12 Wo.)IT | CH51 (2 Wo.)CH | Erstveröffentlichung: 11. September 2011                              |
| 2016 | Uppercut                             | IT65 (2 Wo.)IT | — | Erstveröffentlichung: 21. Oktober 2016                                |

### Singles
| Jahr | Titel Album                                               | Höchstplatzierung, Gesamtwochen, AuszeichnungChartplatzierungen (Jahr, Titel, Album, Platzierungen, Wochen, Auszeichnungen, Anmerkungen) | Höchstplatzierung, Gesamtwochen, AuszeichnungChartplatzierungen (Jahr, Titel, Album, Platzierungen, Wochen, Auszeichnungen, Anmerkungen) | Anmerkungen        |
| Jahr | Titel Album                                               | IT | CH | Anmerkungen        |
| ---- | --------------------------------------------------------- | --- | --- | ------------------ |
| 1999 | Ciò che poteva essere ’99 Gemelli DiVersi                 | IT12 (4 Wo.)IT | — |                    |
| 2000 | Musica 4×4                                                | IT7 (9 Wo.)IT | — |                    |
| 2004 | Un altro ballo Reality Show                               | IT9 (16 Wo.)IT | — |                    |
| 2007 | Istruzioni per l’(ill)uso Boom!                           | IT31 (5 Wo.)IT | — |                    |
| 2009 | Vivi per un miracolo Senza fine 98-09 – The Greatest Hits | IT7 (6 Wo.)IT | — |                    |
| 2012 | Per farti sorridere Tutto da capo                         | IT28 Gold · (17 Wo.)IT | — | Verkäufe: + 25.000 |

Weitere Singles
- 1998 – Un attimo ancora (feat. Jenny B) IT (2019) – Platin (50.000+)[4]
- 1999 – Sarà il cemento
- 2000 – Chi sei adesso
- 2000 – Anima gemella (feat. Eros Ramazzotti)
- 2001 – Come piace a me
- 2002 – Tu no
- 2003 – Mary – IT (2024) – Platin (100.000+)[4]
- 2003 – Tu corri
- 2005 – Prima o poi
- 2005 – Fotoricordo – IT (2024) – Gold (50.000+)[4]
- 2005 – A Chiara piace vivere
- 2007 – Ancora un po’
- 2007 – Icaro
- 2009 – Nessuno è perfetto
- 2009 – Senza fine (feat. J-Ax, Space One & DJ Zak)
- 2012 – Spaghetti Funk Is Dead (feat. J-Ax, Space One & DJ Zak)
- 2012 – V.A.I.
- 2012 – Questa è una rapina
- 2013 – Alla goccia
- 2013 – Tutto da capo
- 2016 – La fiamma
- 2018 – La Triste Storia dei Ragazzi di Provincia (Il Pagante feat. Gemelli Diversi) IT – Gold (35.000+)[4]

## Belege
1. ↑  Gemelli DiVersi, esce il nuovo album ‘Uppercut’: l’intervista. In: Rockol.it. 21. Oktober 2016, abgerufen am 6. November 2016 (italienisch).
2. ↑  Chiara Maffioletti: Il ritorno (in due) dei Gemelli Diversi: la vita dà dei colpi ma conta rialzarsi. In: Corriere.it. RCS MediaGroup, 21. Oktober 2016, abgerufen am 6. November 2016 (italienisch).
3. ↑  Chartquellen (Alben):
  - Guido Racca & Chartitalia: Top 100 FIMI Album. Lulu, 2013, S. 112 (IT bis 2012).
  - Alben von Gemelli Diversi. In: Italiancharts.com. Hung Medien, abgerufen am 6. November 2016 (IT seit 2000).
  - Alben von Gemelli Diversi. In: Hitparade.ch. Hung Medien, abgerufen am 6. November 2016 (CH).
4. 1 2 3 4 5 6  Auszeichnungsarchiv. FIMI, abgerufen am 1. Oktober 2024 (italienisch).
5. ↑  Chartquellen (Singles):
  - Guido Racca & Chartitalia: Top 100 FIMI Singoli. Lulu, 2013, S. 96 (IT bis 2012).
  - Archivio Classifiche Top Digital. FIMI, abgerufen am 1. Oktober 2024 (italienisch).